# Cikada-priset
Cikada-priset är ett svenskt litteraturpris, som utdelas sedan 2004, då det instiftades på initiativ av den svenske ambassadören Lars Vargö med anledning av 100-årsfirandet av författaren och nobelpristagaren Harry Martinsons (1904–1978) födelse den 6 maj 1904 i Jämshög (Nyteboda) nära Olofström i Blekinge.
Cikada-priset tilldelas en österländsk poet, som ”i sin diktning värnar om livets okränkbarhet”.  Det består för närvarande av 30 000 kronor och ett konstverk av keramikern Gunilla Sundström. Priset delas ut med stöd av Svenska Institutet. 
Inspiration till prisets namn har hämtats från Martinsons diktsamling Cikada (1953). Där ingick Aniarasångerna, för vilka atombomberna över Japan, följda av världens första vätebomb just år 1953, blev av särskild betydelse. Priset delas ut till östasiatiska diktare för att reflektera Martinsons intresse för dessa kulturer och för att uppmärksamma diktare från denna del av världen. Hittills har priset gått till japanska, kinesiska, koreanska, taiwanesiska och vietnamesiska poeter.

## Pristagare
- 2004 – Sô Sakon (1919–2006), Japan. Diktsamling på svenska: Ryggsim mot dödsriket (Tranan, 2017).
- 2005 – Kaneko Tôta (1919–2018), japansk Haikupoet, priset överlämnades av prinsessan Desirée på Sveriges ambassad i Tokyo den 13 december 2005, under närvaro av Michiko, Kejsarinna av Japan.[1]
- 2006 – Ko Un (född 1933), Sydkorea, tidigare buddhistmunk, verksam inom den sydkoreanska återföreningsrörelsen och fredsaktivist. Verk översatta till svenska, Fråga månskenet om vägen – zendikter (Heidruns, 2002), Tiotusen fotspår och andra dikter (Atlantis, 2005) och Stundens blomma (Atlantis, 2006)[2].
- 2007  – Shin Kyong-Rim (född 1935), Sydkorea. Verk översatta till engelska, Farmer's Dance (Dap Gae, 1999), A Love Song for the Earnest (Homa & Sekey Books, 2006)[2].
- 2008 – Ej utdelat
- 2009 – Ej utdelat
- 2010 – Moon Chung-hee (född 1947), Sydkorea. Verk översatt till svenska Sång till gryningen (Bambulunden, 2013)
- 2011 – Ej utdelat
- 2012 – Ej utdelat
- 2013 – Mizuta Noriko (född 1937), Japan. Diktsamling på svenska: Berghäxans dröm (Tranan, 2020).
- 2014 – Bei Dao (född 1949), Kina. Diktsamling på svenska: (bl. a.) Korridoren (Norstedts,1993), Lek för själar (Norstedts, 2001).
- 2015 – Ý Nhi (född 1944), Vietnam.
- 2016 – Yang Mu (född 1940), Taiwan. Diktsamling på svenska: Den gröne riddaren (Tranan, 2011).
- 2017 – Mai Van Phan (född 1955), Vietnam. Diktsamling på svenska: Höstens hastighet (Tranan, 2017).
- 2018 – Xi Chuan (född 1963), Kina. Diktsamling på engelska (bl.a.): Notes on the Mosquito (A New Directions Book, 2012).
- 2019 – Xi Xi, (född 1938), Hongkong.[3]
- 2020 – Itô Hiromi (född 1955), Japan. Diktsamling på svenska: Gratulerar till din förgörelse (Wahlström & Widstrand, 2016).
- 2021 – Kim Hyesoon (född 1955), Sydkorea. Diktsamling på svenska: Autobiografi av död (20TAL Bok, 2022).
- 2022 – Chen Yuhong[4]
- 2023 – Theophilus Kwek[5]
- 2024 – Tahir Hamut Izgil, Kina (uigur)[6]